# Bristol Mercury

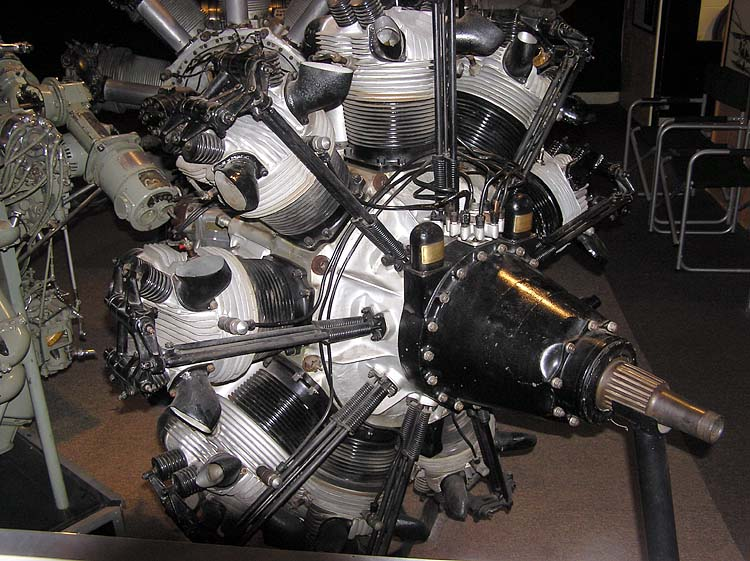
Bristol Mercury

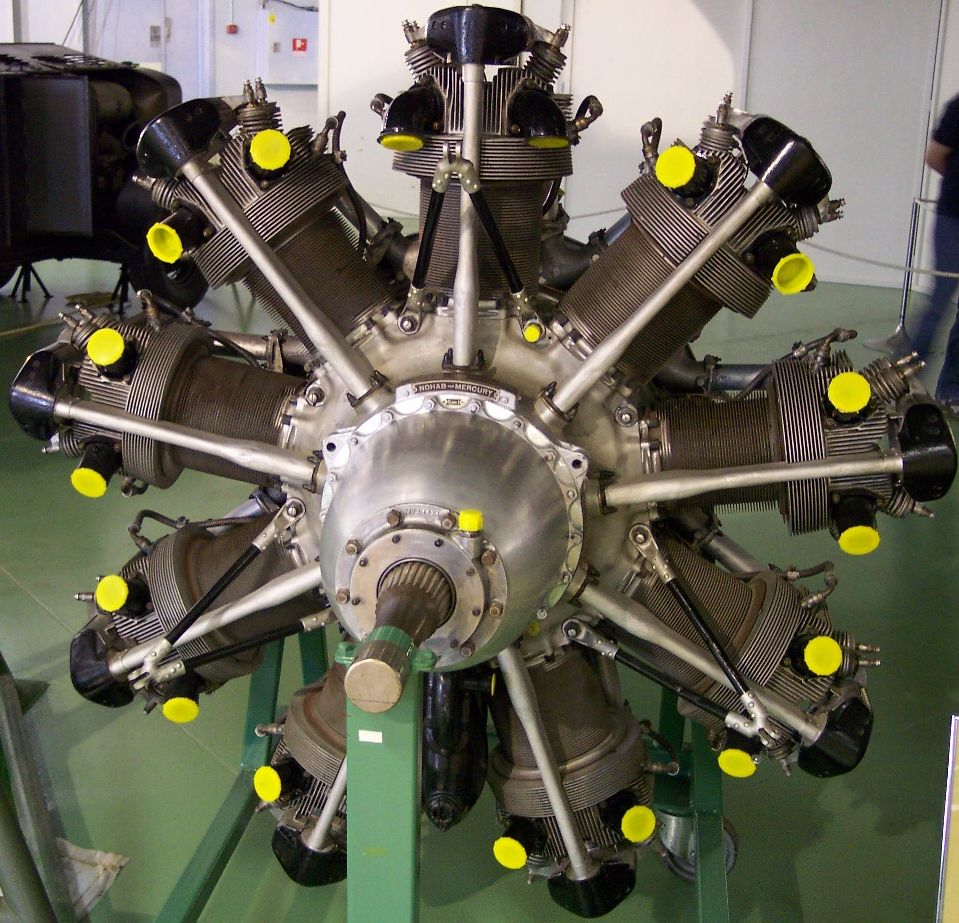
Bei NOHAB in Schweden gefertigter Mercury

Der Bristol Mercury ist ein luftgekühlter 9-Zylinder-Sternmotor des britischen Herstellers Bristol Aeroplane Company. Der Mercury ist eine Weiterentwicklung des Bristol Jupiter. Der Bristol Mercury von 1925 ist nicht zu verwechseln mit dem vierzehnzylindrigen Cosmos Mercury aus dem Jahre 1919, der ebenfalls von Roy Fedden konstruiert wurde.

## Geschichte
Die Entwicklung des Mercury begann 1925, nachdem erkennbar wurde, dass der Vorgänger Bristol Jupiter nicht mehr wesentlich zu verbessern war. Der Konstrukteur Roy Fedden verwendete ihn zwar als Grundlage, verringerte aber den Hub, um eine höhere Drehzahl zu erreichen und sah ein einstufiges Radialgebläse als Kompressor vor, um die Höhenleistung zu verbessern. Die Luftschraube wurde über ein Untersetzungsgetriebe angetrieben. Obwohl der Motor zunächst nicht leistungsfähiger war als der Jupiter, bestellte das britische Luftfahrtministerium drei Prototypen.
Der Motor wurde ein großer wirtschaftlicher Erfolg. Er fand Verwendung etwa bei den beiden Jägern Gloster Gauntlet und Gloster Gladiator. Die bekannteste mit Bristol Mercury ausgerüstete Flugzeugserie dürfte aber die Bristol Blenheim gewesen sein.

## Lizenzbauten
Fertigungslizenzen wurden unter anderem nach Polen (Einsatz in der PZL P.11), in die Tschechoslowakei (Fa. Walter) und nach Schweden verkauft, wo die NOHAB den Motor fertigte. Damit ausgerüstet wurden die dort in Lizenz gebauten Junkers Ju 86 und Gloster Gladiator sowie die schwedische Eigenentwicklung Saab 17.

## Technik
Der Motor hat 4-Ventil-Zylinderköpfe, wobei die hängenden Ventile über Stoßstangen betätigt werden. Die Auslassventile sind natriumgekühlt.

## Ausführungen
- Mercury VIII – Maximalleistung 625 kW bei 2750/min
- Mercury XV – Maximalleistung 740 kW bei 2750/min in 2820 m (mit 100-Oktan-Treibstoff)
- Mercury XX – Maximalleistung 650 kW bei 2650/min in 1370 m

## Technische Daten (Mercury XV)
- Bohrung: 146 mm
- Hub:165 mm
- Hubraum: 24,9 l
- Durchmesser: 1307 mm
- Gewicht: 485 kg
- Vergaser: Claudel-Hobson
- Schmiersystem: Trockensumpf
- Kompression: 7:1